# Nolina

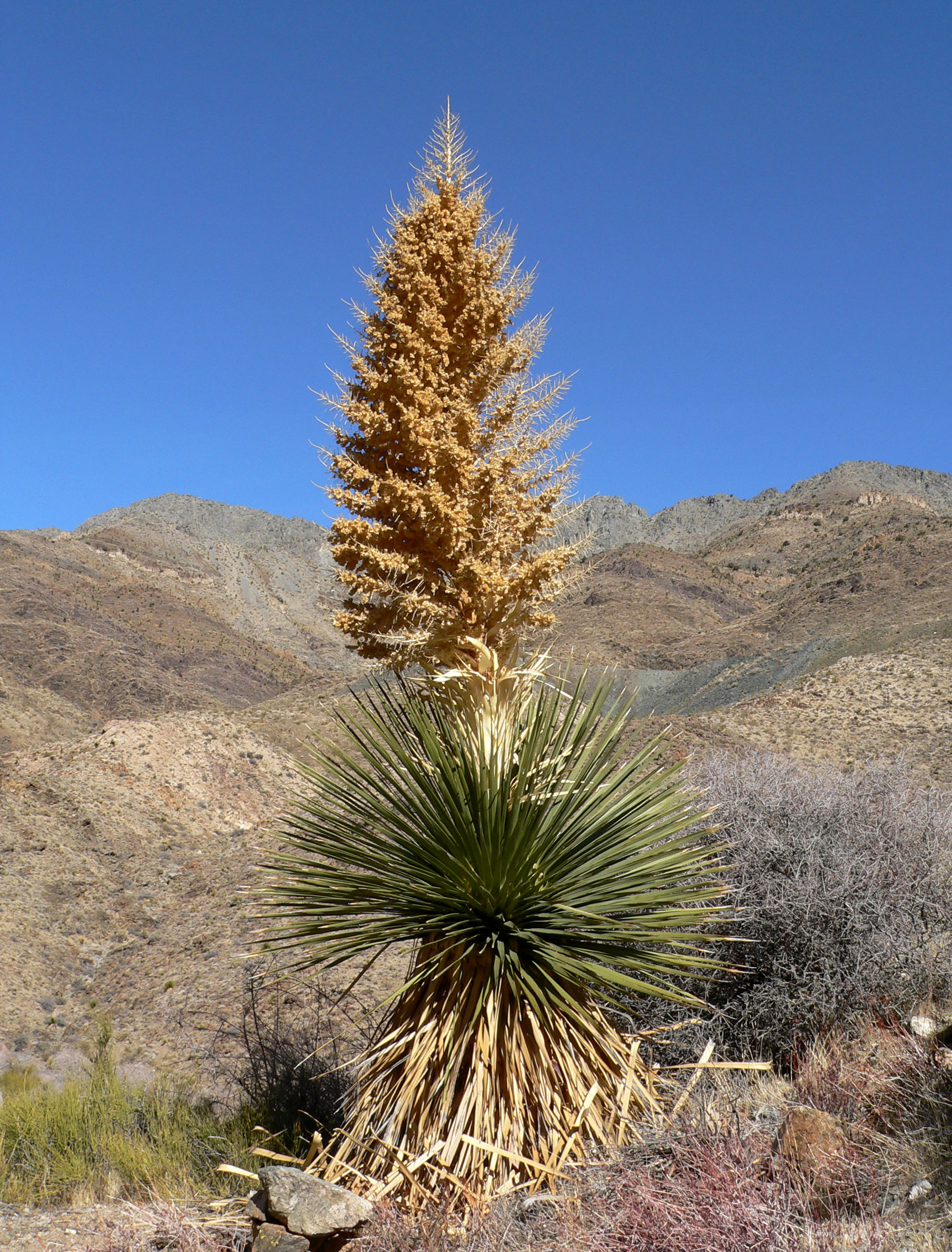
Nolina parryi

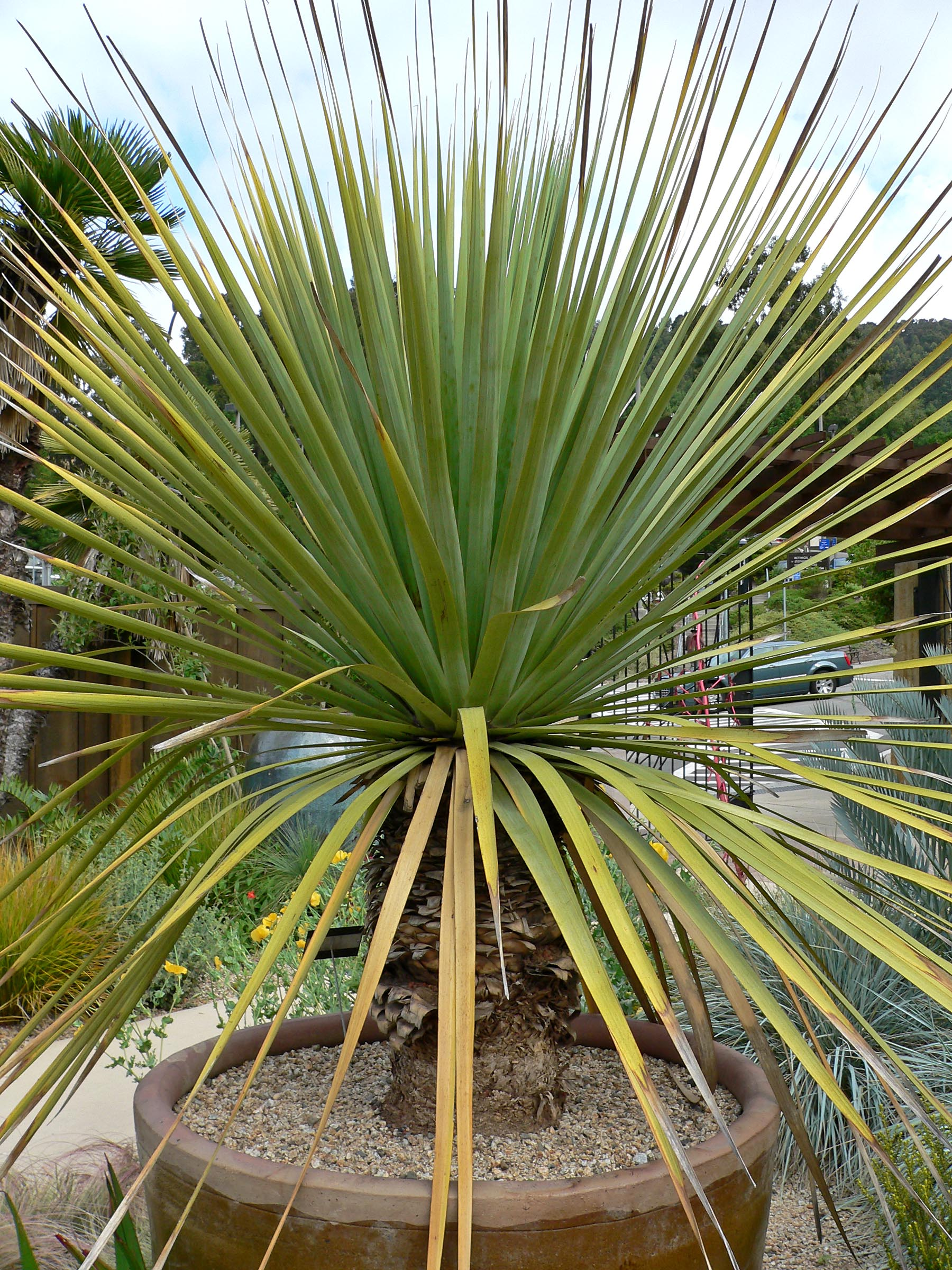
Nolina nelsoni

Nolina (Nolina A. Michaux) – rodzaj roślin z rodziny szparagowatych (Asparagaceae). Należy do niego 21, 23 lub nawet 30 gatunków. Zaliczane tu dawniej rośliny o zgrubiałej nasadzie pnia wyodrębniane są w rodzaj bokarnea Beaucarnea, w tym bokarnea odgięta B. recurvata, zwana noliną, często uprawiana jako roślina doniczkowa w klimacie umiarkowanym. Do rodzaju nolina należą kserofity południowej części Ameryki Północnej, rosnące w środkowej i północnej części Meksyku oraz w południowo-wschodniej i południowo-zachodniej części USA (na północy po Karolinę Południową, Oklahomę, Kolorado i Nevadę).
Liście niektórych gatunków (N. longifolia, N. microcarpa) wykorzystywane są do wyrobu mioteł, w plecionkarstwie i koszykarstwie. Niektóre gatunki uprawiane są także jako ozdobne. W cieplejszym klimacie umiarkowanym rosną w ogrodach m.in. N. longifolia i N. nelsonii znoszące spadki temperatur nawet do -12°C. Ze względu na zawartość saponin sterydowych noliny są trujące dla owiec domowych.
Nazwa rodzaju upamiętnia francuskiego botanika i szkółkarza Abbé Nolina z XVIII wieku.

## Morfologia
PokrójRośliny wieloletnie o drewniejącej łodydze lub o pędzie skróconym i wówczas kępiaste. Słabo rozgałęzione, choć zwykle występujące w koloniach kilku lub wielu rozet. Pędy osiągają zwykle do 2,5 m wysokości. Czasem pień bywa zgrubiały na poziomie gruntu lub już poniżej niego.
LiścieSkupione w gęstą rozetę u N. bigelovii osiągającą nawet do 3,6 m średnicy. Liście równowąskie i siedzące, o nasadzie rozszerzonej. Blaszka gładka lub piłkowana na brzegu.
KwiatyJednopłciowe i obupłciowe zebrane w okazałe wiechy. Łodyga kwiatonośna osiąga od 0,5 do 2,5 m wysokości, a sam kwiatostan od 0,3 do 1,8 m. Kwiaty skupione po 2–5 w węzłach wsparte są odpadającymi, rzadziej trwałymi przysadkami. Okwiat z 6 białymi lub kremowymi listkami osiągającymi tylko 1,3 do 5 mm długości, na końcach szczeciniasto gruczołowatymi. Zalążnia górna, trójkomorowa.
OwoceTrójkomorowe torebki zawierające nieliczne (1–3), kulistawe nasiona. Torebki są często rozdęte i oskrzydlone. Ściany cienkie lub grube, ząbkowane u dołu i na szczycie owocu, pękają zwykle nieregularnie.

## Systematyka
Rodzaj z rodziny szparagowatych Asparagaceae reprezentujący podrodzinę Nolinoideae Burnett, a w jej obrębie plemię Nolineae S. Watson (tworzy je wspólnie z rodzajami bokarnea Beaucarnea, Dasylirion i Calibanus). Plemię to w niektórych ujęciach było wyodrębniane jako rodzina Nolinaceae Nakai.
Wykaz gatunków (nazwy zweryfikowane według Plants of the World Online)
- Nolina arenicola Correll
- Nolina atopocarpa Bartlett
- Nolina azureogladiata D.Donati
- Nolina beldingii Brandegee
- Nolina bigelovii (Torr.) S.Watson
- Nolina brittoniana Nash
- Nolina cespitifera Trel.
- Nolina cismontana Dice
- Nolina durangensis Trel.
- Nolina erumpens (Torr.) S.Watson
- Nolina excelsa García-Mend. & E.Solano
- Nolina georgiana Michx.
- Nolina greenei S.Watson ex Wooton & Standl.
- Nolina hibernica Hochstätter & D.Donati
- Nolina humilis S.Watson
- Nolina interrata Gentry
- Nolina juncea (Zucc.) J.F.Macbr.
- Nolina lindheimeriana (Scheele) S.Watson
- Nolina matapensis Wiggins
- Nolina micrantha I.M.Johnst.
- Nolina microcarpa S.Watson
- Nolina nelsonii Rose
- Nolina palmeri S.Watson
- Nolina parryi S.Watson
- Nolina parviflora (Kunth) Hemsl. – nolina długolistna[12]
- Nolina pollyjeanneae Hochstätter
- Nolina pumila Rose
- Nolina rigida Trel.
- Nolina texana S.Watson
- Nolina watsonii (Baker) Hemsl.